# Hakkasan

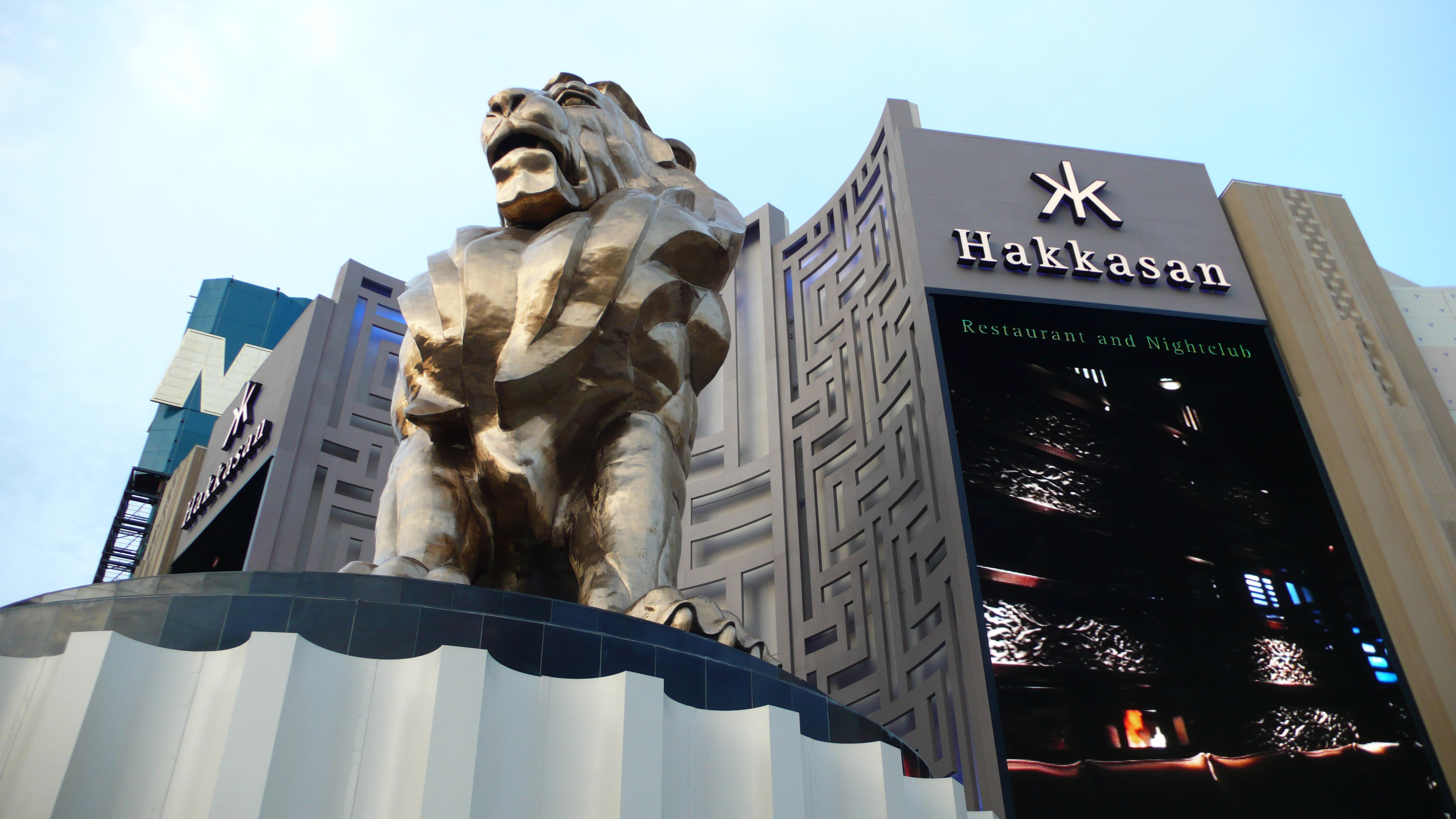
Hakkasan — філія в Лас-Вегасі

Hakkasan — висококласний сучасний китайський ресторан у Вест-Енді Лондона, створений Сіро Ханом (Syra Khan) і Аланом Яу (Alan Yau).

## Загальні відомості
Ресторан був створений в японській мережі ресторанів Wagamama і нового ресторану Yauatcha в Лондоні. Інтер'єр на декілька десятків мільйонів фунтів в оригінальному Hakkasan був розроблений французьким дизайнером Крістіаном Лягре (Christian Liaigre), який змішав сучасний естетичний стиль з традиційними китайськими мотивами.
Hakkasan відкрив філії у Маямі, Мумбаї, Нью-Йорку, Сан-Франциско, Лас-Вегасі, Абу-Дабі, Беверлі-Гіллз, Шанхаї, Дубаї, та Досі. У 2013 році Hakkasan сформували стратегічне партнерство з групою управління Angel створення свого першого нічного клубу, розташованого в MGM Grand в Лас-Вегасі. П'ятиповерховий клуб на 80000 квадратних футів має місце для 7500 відвідувачів і може похвалитися резидентами, такими як Calvin Harris, Tiësto, Martin Garrix.

## Рейтинг
Ресторан отримав зірку Мішлена у 2003 році. Ресторан зайняв 14 місце у списку «50-ти найкращих ресторанів світу» за версією британського журналу Restaurant за 2004 рік.